# Бонні
Бонні (англ. Bonny) - місто і район місцевого управління на південному сході Нігерії, в штаті Риверс. Головний експортний порт нігерійської нафти, тут вона завантажується на танкери. Регіон виробляє вид сирої нафти, яка відома як легка нафта Бонні (англ. Bonny Light oil). Нафта, рафінована в Порт-Харкорті, поставляється по нафтопроводах в Бонні для експорту .

## Географія
Лежить на острові Бонні-Айленд в дельті Нігеру, на південь від Порт-Харкорту, на узбережжі затоки Біафра.

### Клімат
Місто знаходиться у зоні, котра характеризується мусонним кліматом. Найтепліший місяць — лютий із середньою температурою 25.9 °C (78.6 °F). Найхолодніший місяць — серпень, із середньою температурою 23.5 °С (74.3 °F).
| Клімат Бонні            | Клімат Бонні | Клімат Бонні | Клімат Бонні | Клімат Бонні | Клімат Бонні | Клімат Бонні | Клімат Бонні | Клімат Бонні | Клімат Бонні | Клімат Бонні | Клімат Бонні | Клімат Бонні | Клімат Бонні |
| Показник                | Січ.         | Лют.         | Бер.         | Квіт.        | Трав.        | Черв.        | Лип.         | Серп.        | Вер.         | Жовт.        | Лист.        | Груд.        | Рік          |
| Середня температура, °C | 24,9         | 25,9         | 25,8         | 25,6         | 25           | 24,3         | 23,6         | 23,5         | 23,8         | 24,2         | 24,7         | 24,7         | 24,7         |
| Норма опадів, мм        | 42.7         | 71.6         | 156          | 205.5        | 262.2        | 298.5        | 359.2        | 327.7        | 384          | 310.6        | 115.9        | 39.5         | 2573.4       |
| Днів з опадами          | 3,9          | 6,2          | 11           | 14,1         | 16,5         | 17,9         | 20,3         | 20,8         | 22           | 18           | 8,6          | 4,1          | 163,4        |
| Вологість повітря, %    | 78.3         | 78.3         | 80.7         | 82.5         | 84.5         | 85.2         | 86           | 86           | 85.5         | 85.8         | 85.1         | 80.9         | 83.2         |
| ----------------------- | ------------ | ------------ | ------------ | ------------ | ------------ | ------------ | ------------ | ------------ | ------------ | ------------ | ------------ | ------------ | ------------ |
| Джерело: Weatherbase    |              |              |              |              |              |              |              |              |              |              |              |              |              |

## Історія
У XVIII і XIX століттях місто Бонні було центром потужної торгової держави, а в XIX столітті воно стало основним місцем експорту рабів у Західній Африці. З 1885 до 1894 року - адміністративний центр Британської протекторату. Занепало в XX столітті, але відродилося після 1961 року, коли його порт був модернізований як експортний пункт для нафти, рафінованої в Порт-Харкорті .
У Бонні знаходиться термінал з експорту скрапленого природного газу (СПГ).